# Келюлюс

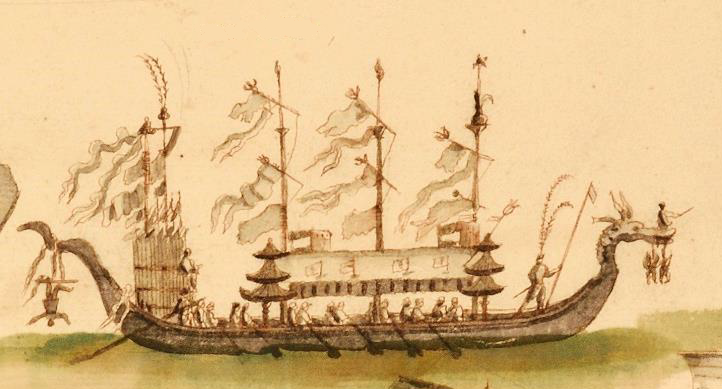
Багато прикрашений келюлюс з Батавії, 1733 рік.

Келюлюс (індонез. kelulus) або калюлюс (індонез. kalulus) — тип історичного весельного човна, що використовувався на острові Ява та суміжних територіях в сучасній Індонезії. Зазвичай він був невеликого розміру і приводився в рух за допомогою весел. Однак для далеких океанських подорожей цей човен міг бути більшим і озброєний вітрилами:261. Не плутати з судном під назвою прау калюліс (індонез. prahu kalulis), що був поширений у східній частині Індонезійського архіпелагу .

## Етимологія
Назва келюлюс, імовірно, походить від яванського слова «lulus», що означає «пройти крізь усе».

## Опис
Найдавніше повідомлення про келюлюс міститься в Хікаят Раджа-Раджа Пасаї (Хроніка королів Пасаї) XIV століття, в якому вони згадуються як один із типів суден, що використовувалися імперією Маджапахіт. Незважаючи на те, що вони недостатньо добре описані, келюлюс є одним із основних типів судин Маджапагіта після джонга і малангбанга.
У португальських джерелах вони транскрибуються як calaluz (calaluzes для форми множини), і описуються як «вид швидкого гребного судна, що використовується в морській Південно-Східній Азії»:681:557.

Португалець Томе Піріш у 1513 році повідомив, що пати (правителі) Яви мають багато калалузів для набігів, і описав:
… але вони не в змозі вийти з притулку землі. Келюлюси були спеціалізацією Яви. Вони вирізані тисячею й одним способом, із фігурами змій і позолочені; вони декоративні. У кожному з них їх багато, і вони дуже багато розмальовані, і вони, безсумнівно, добре виглядають і зроблені дуже елегантно, і вони призначені для розваги королів, подалі від простих людей. Веслують гребками.
. . . Вони вирушають у тріумфальних повозках, а якщо вони їдуть морем [вони їдуть] у розписних калюзах, таких чистих і декоративних, з такою кількістю навісів, що лорд не бачить веслярів; :200
У 1537 році яванський келюлюс, знайдений у Патані, був описаний як такий, що мав два ряди весел: одне було з короткими веслами, інше було «як галера» (довгі весла); вони несли 100 солдатів із великою кількістю артилерії та вогнепальної зброї . Гонсало де Соуза повідомив, що вони мають 27 весел і перевозять 20 солдатів. Вони озброєні вертлюжними гарматами («falconselhos») на носі та на кормі:158.
Іспанський словник перераховує їх як «маленькі човни, що використовуються в Ост-Індії».
Португальський історик Антоніу Гальван в 1544 році написав трактат про Малуки, в якому перераховані типи човнів з цього регіону, включаючи калюлюс. Він описав корпус як яйцеподібний посередині, але нахилений вгору з обох кінців. На носі вони мають форму високої зміїної шиї з головою змії та рогами оленя:156-157, 162-163.

## Використання
Келюлюс використовували як транспортне судно або військовий човен. Маджапахіт використовувало келюлюс для своїх заморських вторгненень у складі величезних флотилій. Паті Яви утримували військові келулу для набігів на прибережні села. Під час нападу султанату Демак на португальську Малакку в 1512—1513 роках келулу використовувалися як озброєні військові транспортні засоби для висадки поряд з пенджаджапом і ланкараном, оскільки яванські джонги були занадто великими, щоб підійти до берега:74.
Королева Каліньямат з Джепари напала на португальську Малакку в 1574 році з 300 судами, 220 з яких були калалузи, а решта були чонгами вагою до 400 тонн. Атака закінчилася для яванців провалом:212.
У 1600 році король Чіай Масіуро (або Чіаймасіуро) з Демака сів на південний корабель з Бламбангана, який був оснащений веслами і вітрилом. Через 12 днів він прибув до Лука-Антара або Ява-Майор, яка, як вважають, є Австралією. Там він був прийнятий місцевим сяхбандаром і пробув кілька днів. Чіаймасіуро виявив, що жителі були яванцями, але зі змішаною культурою Яви, Зондських островів та Балі. Після того, як він повернувся в Бламбанган, новина про подорож викликала велике здивування та розголос на Яві :61-63.

## Подальше читання
- Adam, Ahmat (2019). Hikayat Raja Pasai. SIRD. ISBN 9789672464006
- Hill, A. H. (Juni 1960). «Hikayat Raja-Raja Pasai». Journal of the Malaysian Branch of the Royal Asiatic Society. 33: 1–215.
- Nugroho, Irawan Djoko (2011). Majapahit Peradaban Maritim. Suluh Nuswantara Bakti. ISBN 978-602-9346-00-8